# Letgallen
Letgallen (letgallisk: Latgola, lettisk: Latgale) er den østligst beliggende af Letlands fire nuværende regioner.
I Letlands første republik før 2. verdenskrig var letgallisk regions- og forvaltningssproget i Letgallen. Sproget tales stadig af ca. 150.000 mennesker, men der bliver ikke undervist i det i skolerne i regionen.
De største byer i Letgallen er Daugavpils og Rēzekne.